# Muscari sabihapinari
Muscari sabihapinari — вид квіткових рослин родини холодкових (Asparagaceae). Описаний у 2019 році.

## Етимологія
Вид названо на честь Сабіги Пінар — матері Сулеймана Месута Пінара, одного з авторів таксону.

## Поширення
Ендемік Туреччини. Виявлений у провінціях Адана та Сівас на півдні країни. Росте в гірських степах з виходами скель.